# Рассвет (Ставропольский край)
Рассве́т — посёлок в Новоалександровском районе (городском округе) Ставропольского края России.

## Географическое положение
Расстояние до краевого центра: 89 км. Расстояние до районного центра: 15 км.

## История
В соответствии с Указом Президиума Верховного Совета РСФСР от 21 сентября 1964 года посёлок Третье отделение совхоза «Горьковский» был переименован в посёлок Рассвет.
Находился в составе муниципального образования «Сельское поселение Горьковский сельсовет» (упразднено 1 мая 2017 года).

## Население
| 1989 | 2002 | 2010 | 2014 | 2023 |
| ---- | ---- | ---- | ---- | ---- |
| 431  | ↗548 | ↘521 | ↘500 | ↗542 |

По данным переписи 2002 года, 76 % населения — русские.

## Инфраструктура
- Детский сад № 48 «Золушка»[9]